# Точено
Точено (итал. Toceno) је насеље у Италији у округу Вербано-Кузио-Осола, региону Пијемонт.
Према процени из 2011. у насељу је живело 745 становника. Насеље се налази на надморској висини од 961 м.

## Становништво
Према резултатима пописа становништва 2011. у општини је живело 771 становника.
| 1931. | 1936. | 1951. | 1961. | 1971. | 1981. | 1991. | 2001. | 2011. |
| ----- | ----- | ----- | ----- | ----- | ----- | ----- | ----- | ----- |
| 487   | 517   | 579   | 645   | 655   | 704   | 751   | 758   | 771   |